# فريدا أموندسين
فريدا أموندسين (بالنرويجية البوكمول: Frida Amundsen)‏ هي مغنية مؤلفة نرويجية، ولدت في 9 سبتمبر 1992 في Vaksdal (village) ‏ في النرويج.